# Marie-Joseph-Edmond Welvert
Marie-Joseph-Edmond Welvert, francoski general, * 1884, † 1943.